# Madrasa di Ben Youssef
La Madrasa di Ben Youssef (in arabo مدرسة ابن يوسف‎?) fu una scuola coranica d'architettura arabo-andalusa di Marrakech, in Marocco, intitolata all'emiro almoravide Ali ibn Yusuf, che regnò dal 1106 al 1142, periodo durante il quale espanse considerabilmente la città e la sua influenza sul Marocco. È la più grande Madrasa del Marocco.

## Storia e descrizione

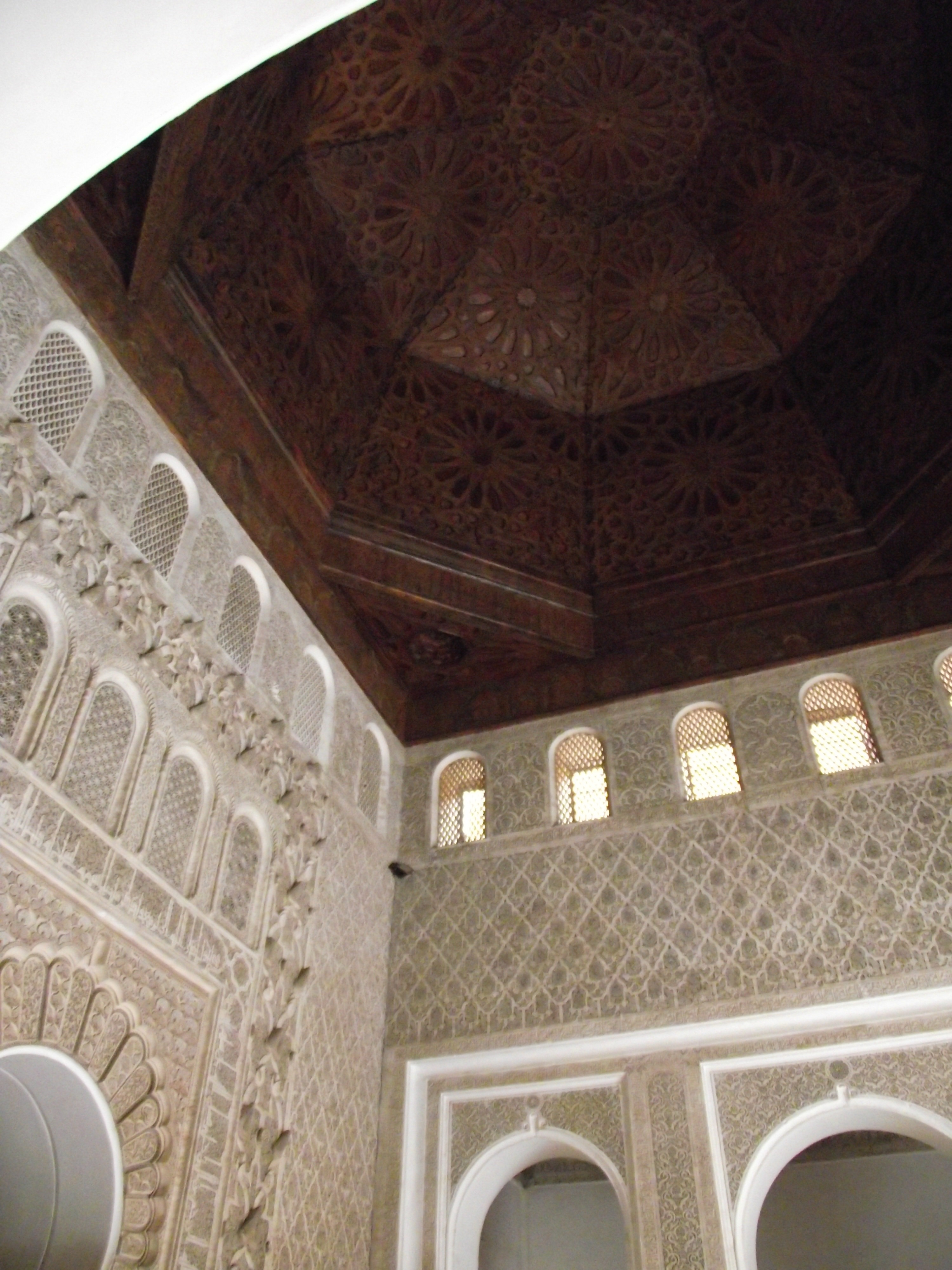
La sala di preghiera

La scuola fu fondata durante il periodo dei Merinidi, nel XIV secolo, dal sultano Merinide Abu l-Hassan assieme al vicina Moschea di Ben Youssef. La struttura attuale della madrasa fu edificata dal Sultano sa'diano Abd Allah al-Ghalib (1557–1574). I lavori commissionati da Abd Allah al-Ghalib furono terminati nel 1565, come confermato dall'iscrizione nella stanza della preghiera. 
Centro della madrasa è il prezioso cortile nel mezzo del quale è il grande bacino rettangolare per le Abluzioni. Una ricchissima decorazione a stucco ricopre tutte le pareti. In basso corre un alto zoccolo dei tipici zellij (mosaici di ceramica formanti motivi geometrici) e in alto corona un alto fregio composto da grandi travi in cedro finemente scolpito. Le sculture non contengono, come richiesto dall'Islam, figure umane o zoomorfe, ma consistono interamente in iscrizioni e motivi geometrici o floreali. 
Intorno al chiostro sono le 132 celle dormitorie per gli studenti, non residenti a Marrakech, disposte su due piani e aperte su piccoli cortili interni balconati. Questa madrasa fu una delle più grandi scuole teologiche del Nord Africa, e avrebbe potuto ospitare circa 900 studenti. Uno degli insegnanti più famosi fu Muhammad al-Ifrani (1670-1745).
Di fronte alla porta d'ingresso, sul lato opposto del cortile, si apre la Sala di Preghiera, divisa in tre navate da colonne di marmo che sostengono preziosi archi scolpiti con motivi ornamentali a sostegno della grange cupola lignea decorata da grandi motivi geometrici. In fondo alla navata centrale si apre il miḥrāb costituito da un'abside fastosamente decorata da stucchi bianchi con motivi floreali e geometrici e da alveoli.
Chiuso nel 1960, la costruzione fu restaurata e riaperta al pubblico come sito storico nel 1982.

## Galleria d'immagini

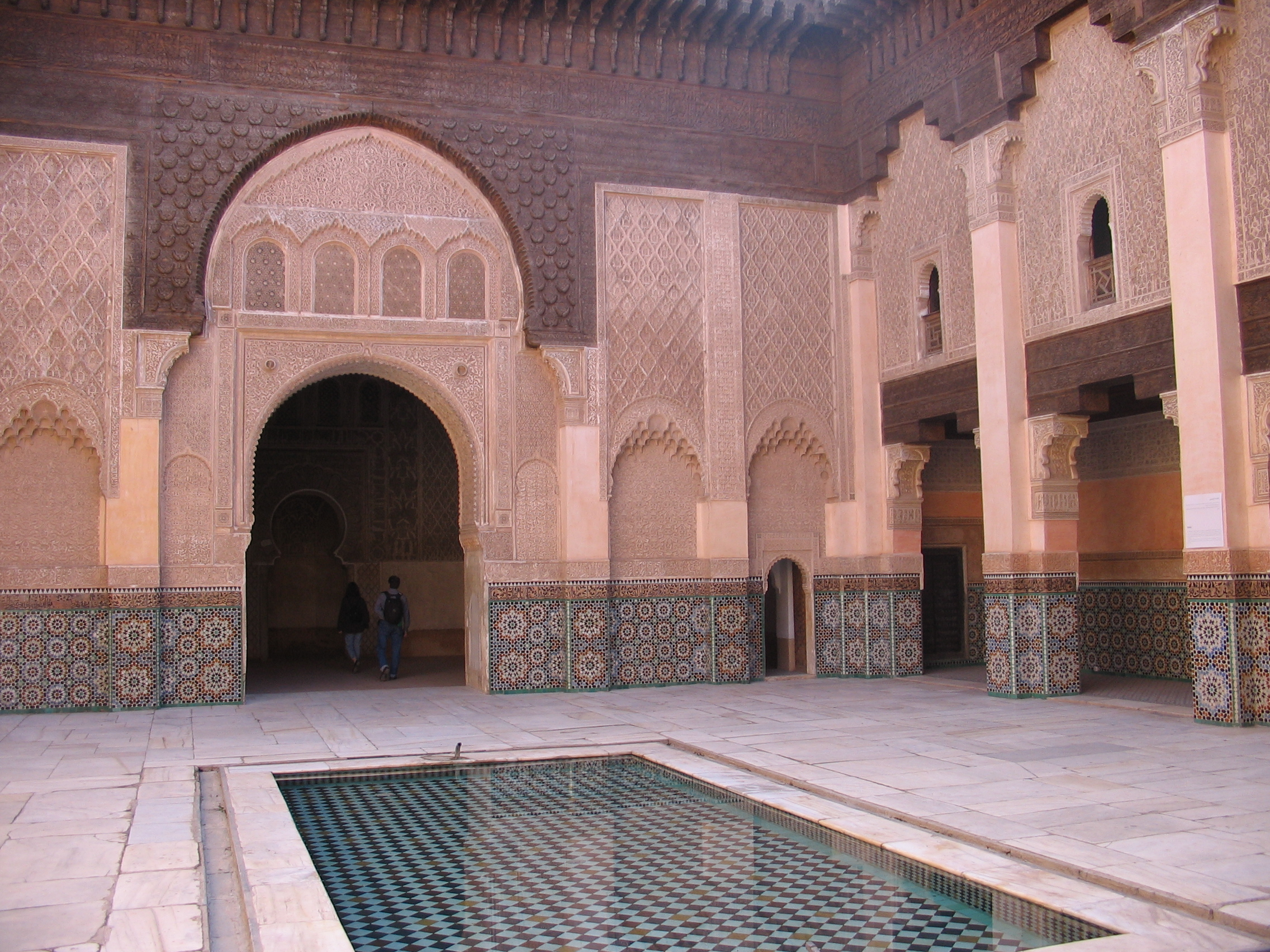
Il cortile interno
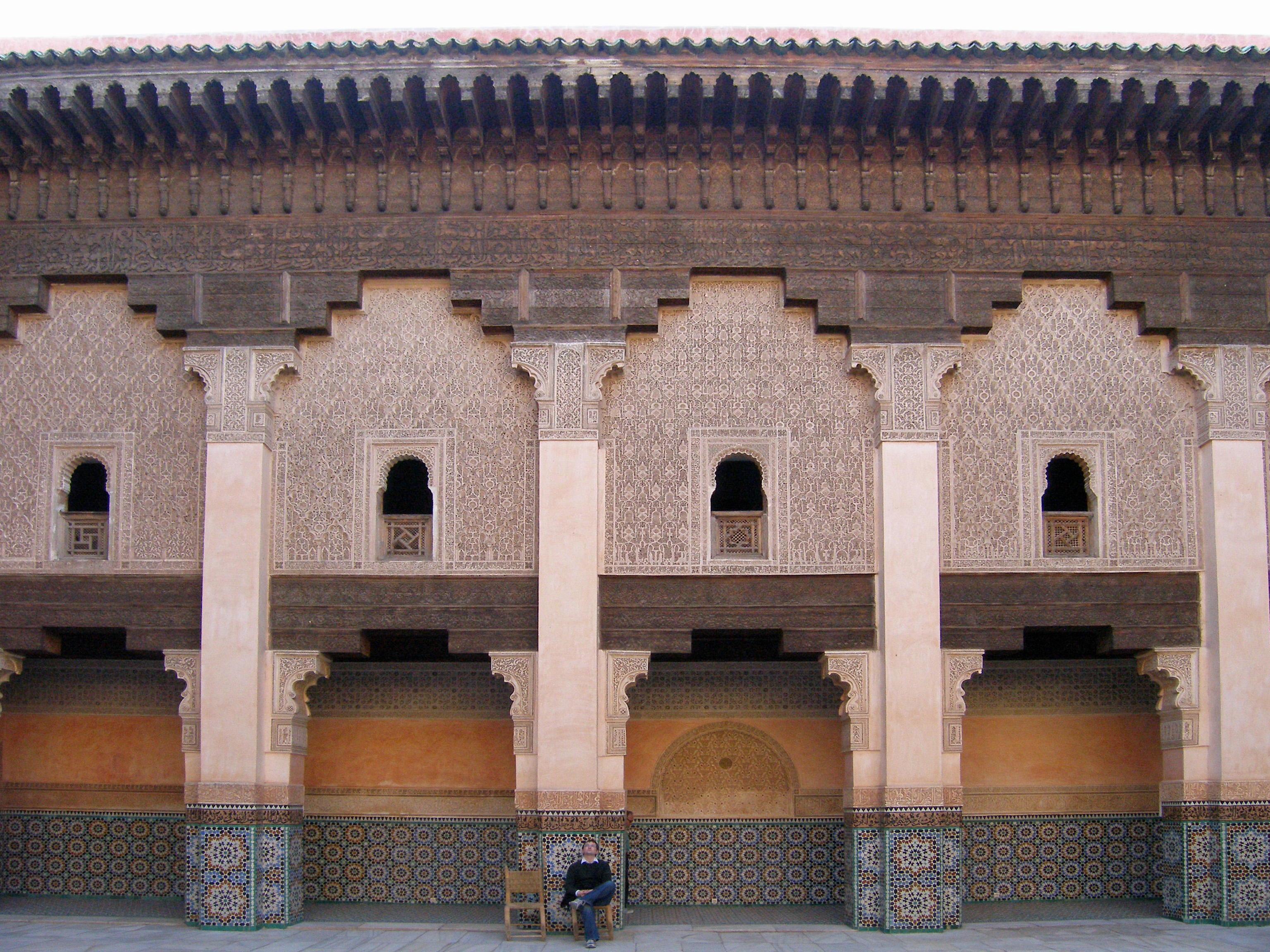
Le fastose pareti del cortile
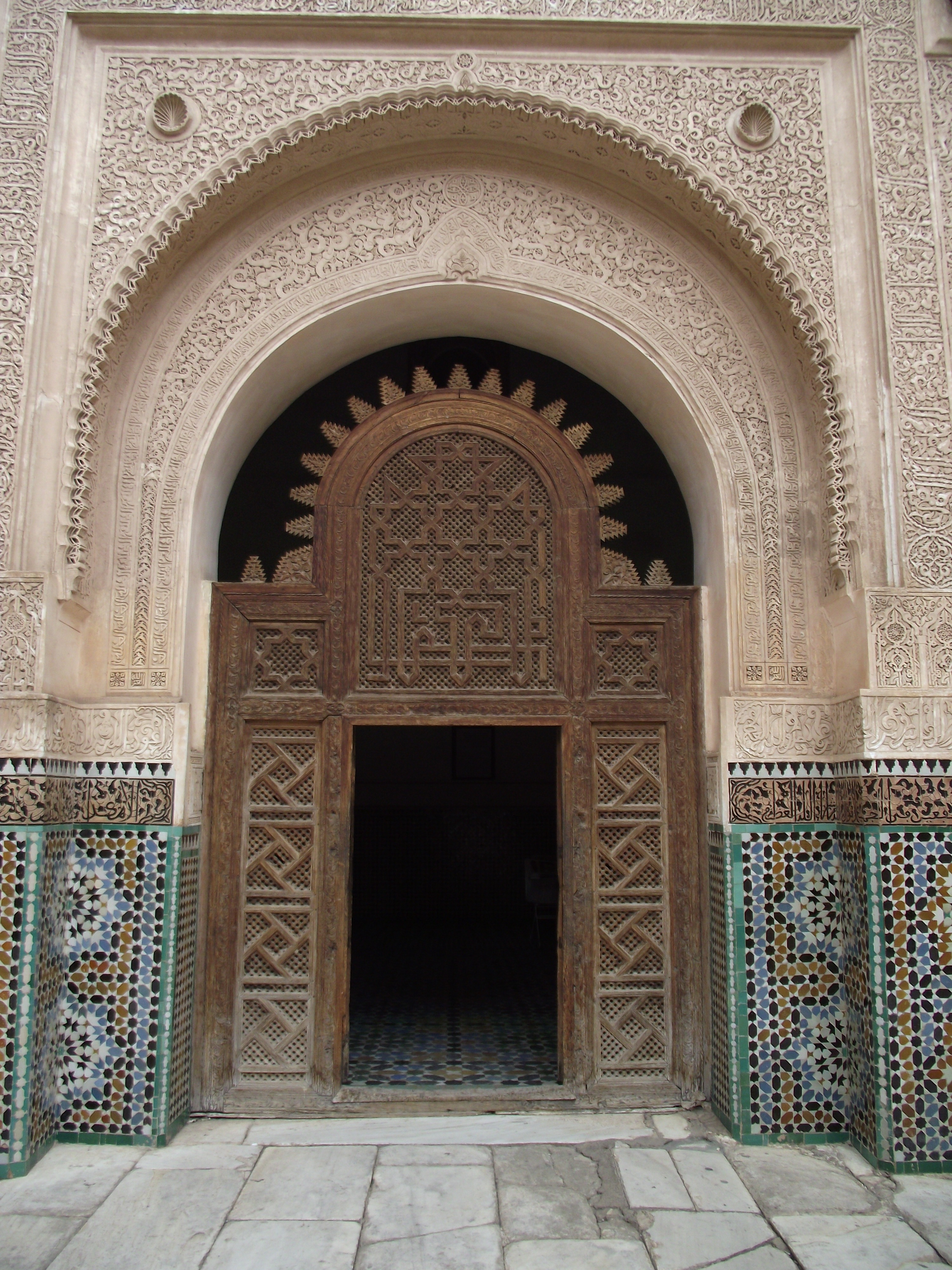
Una porta riccamente decorata
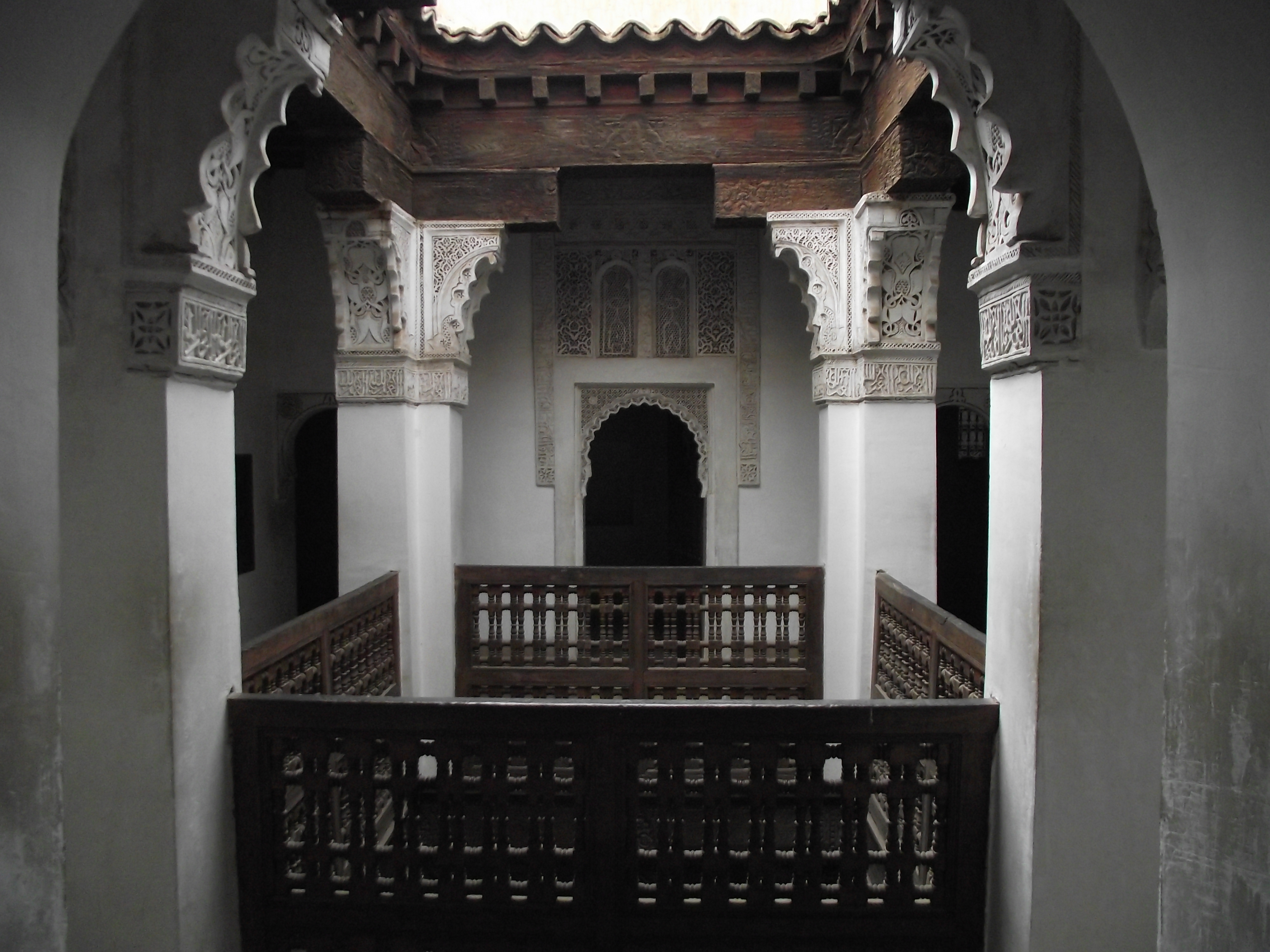
Gli alloggi degli Studenti
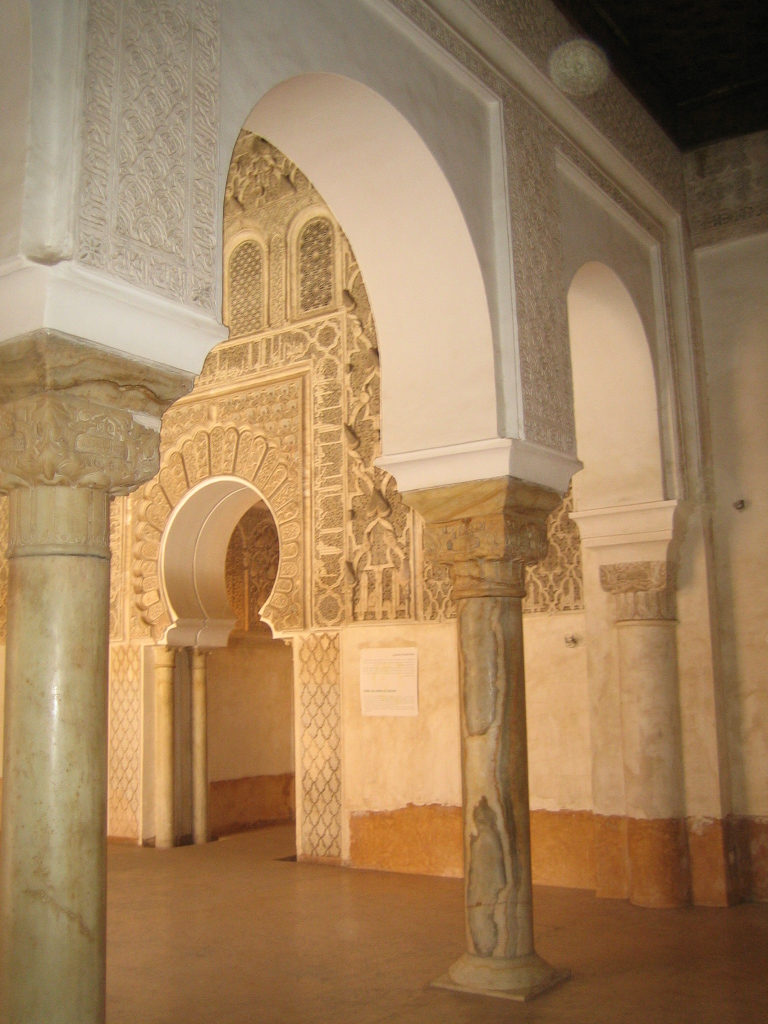
La sala di preghiera
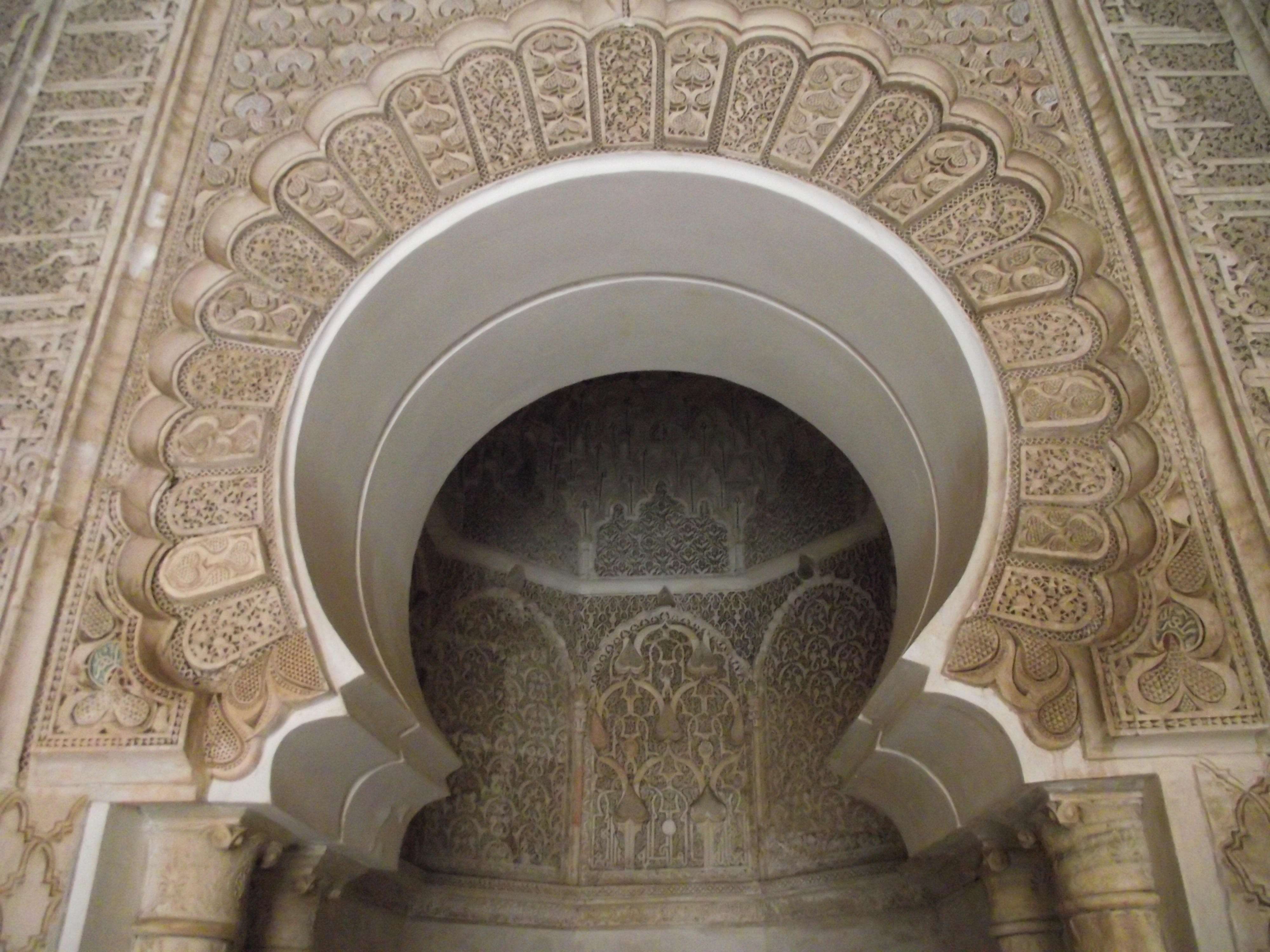
Il miḥrāb della sala di preghiera.